# Japan Post
Japan Post Nippon Yūsei Kosha (日本邮政) foi uma empresa estatal que existiu de 2003 até 2007 oferencendo serviços postais,entrega de pacotes serviços bancários e seguros de vida.Tinha mais de 400 mil funcionários foi o maior empregador daquele país um terço de todos os funcionários públicos do japão trabalhavam para essa empresa.Em 2005 o presidente da empresa foi Masaharu Ikuta ex-presidente da Mitsui OSK Lines
A Japan post era a empresa com mais títulos postais no mundo e foi muitas vezes dita ser o maior detentor de poupanças pessoais no mundo: com ¥ 224 trilhões (2,1 trilhões dólares) em bens de poupança familiar detinha vários seguros de vida ¥ 126 trilhões (1,2 trilhões dólares )  suas participações eram responsáveis por 25 por cento dos bens domésticos no Japão.
Em 1 de outubro de 2007 a Japan Post foi privatizada após um feroz debate político.Após a privatização da Japan Post a empresa é administrada por vários grupos que operam o serviço postal

## Bandeira
A antiga bandeira do Japan Post consistia no Hinomaru com uma barra horizontal vermelha no centro da bandeira. Também tinha um fino anel branco em volta do sol vermelho. Foi depois substituída por uma bandeira que consiste no 〒 em vermelho com um fundo branco.

## Privatização
A companhia foi fundada no dia 2 de abril de 2003 como uma companhia estatal, sucedendo à agência de serviços postais Yūsei Jigyōchō (郵政事業庁). A formação do "Japan Post" surgiu da ideia do primeiro-ministro Junichiro Koizumi para reformar o serviço postal japonês, que deveria culminar na total privatização da empresa. O plano de privatização não encontrava apoio na população opositora, a qual dizia  que o processo de privatização poderia causar a perda de postos de trabalho. Entretanto, apoiadores da privatização diziam que a privatização causaria a melhora da eficiência nos serviços e que a ação de empresas privadas ajudaria a revitalizar a economia japonesa que se recuperava de quatro recessões desde 1991. Apoiadores também falam que a Japan Post havia se tornado uma grande fonte de corrupção e patrocínio. Koizumi disse que a privatização é somente parte de seus esforços para diminuir os gastos do governo e o crescimento da dívida nacional. A maior parte dos partidos de oposição apoiava a privatização, mas não o projeto de Koizumi, que diziam ser muito demorado e com muitos defeitos, o que tornaria o projeto de privatização total impossível.

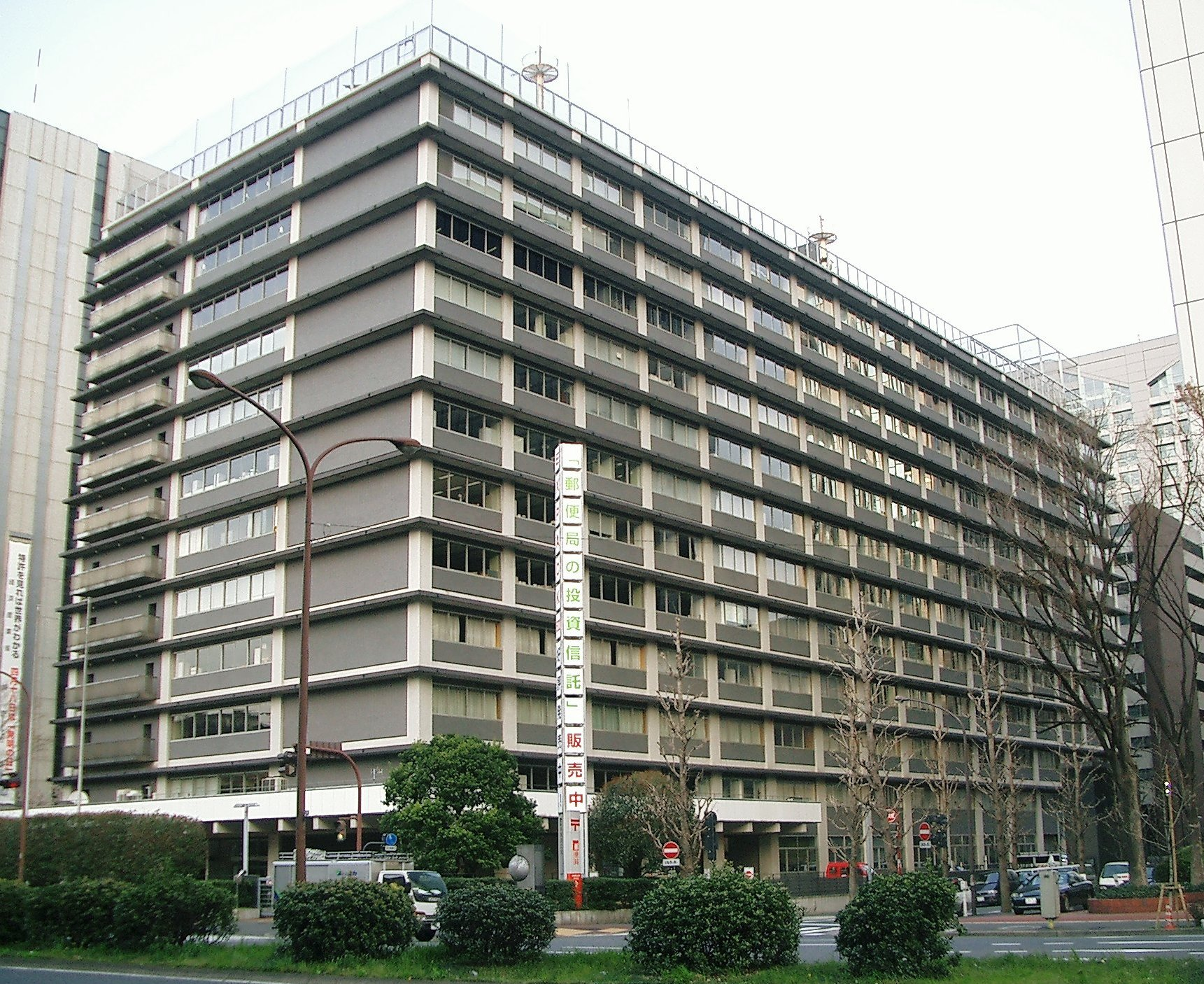
Sede da Japan post